# Z-Plastik

Schema der Z-Plastik

Die Z-Plastik ist eine Form der Hautlappenplastik, die in der plastischen Chirurgie eingesetzt wird. Sie führt zu einem Längengewinn im mittleren Schenkel und vermindert damit den Zug auf die Wundränder und ändert Richtung der auf diesen wirkenden Zugkräfte. Der Längengewinn spielt vor allem bei der Korrektur von Kontrakturen eine Rolle, die Richtungsänderung bei der Entfernung von Narben.
Die Schnittrichtung entspricht keinem realen „Z“, denn es werden drei gleichlange Schnitte gesetzt und diese haben jeweils einen Winkel von etwa 60° zueinander. Dadurch entstehen zwei dreieckige Hautlappen, die zusammen ein Parallelogramm ergeben. Durch den Zug wird die Diagonale im Kontrakturverlauf kürzer (Kontrakturdiagnale), die rechtwinklig dazu verlaufende Querdiagonale länger. Die beiden dreieckigen Hautlappen werden dann gegeneinander verschoben und vernäht.
Die erste Z-Plastik führte 1837 Wilhelm E. Horner zur Korrektur eines Ektropiums durch, welches durch eine Kontraktur infolge einer Brandverletzung des Augenlids entstanden war.